# Dalia Leinartė
Dalia Leinartė née le 25 octobre 1958, est une historienne lituanienne spécialisée sur l'histoire des femmes. Elle est professeure à l'université Vytautas-Magnus, membre du Collège Lucy Cavendish de l'université de Cambridge. Depuis 2017, elle est présidente du Comité pour l'élimination de la discrimination à l'égard des femmes (CEDAW) des Nations unies. En 2018, elle est considérée comme l'une des 100 personnalités les plus influentes en matière de politique du genre dans le monde.  

## Formation
Dalia Leinarte est née en 1958 à Trakai en Lituanie. En 1981, elle est diplômée de l'université de Vilnius et obtient son doctorat en histoire à l'université Vytautas-Magnus en 1996 . Elle est boursière Fulbright à l'université d'État de New York à Buffalo,. En 2005, elle bénéficie d'une bourse d'études internationale de l'Association américaine des femmes diplômées des universités (AAUW). En 2009, Dalia Leinarte devient professeure titulaire à l'université de Vilnius. 

## Carrière
Après l'effondrement de l'Union soviétique, Dalia Leinarte s'engage dans la promotion des droits des femmes et de l'égalité des sexes. Dalia Leinarte et sa collègue sont les premières universitaires à fonder une organisation non gouvernementale pour les femmes en Lituanie. La même organisation, Praeities Pėdos (Les traces du passé), est également l'une des premières organisations lituaniennes à avoir introduit la notion de "femmes victimes de la traite". Jusqu'en 2017, elle est directrice du Centre d'études sur le genre à l'université de Vilnius. Depuis 2000, elle est consultante à la Commission interministérielle sur l'égalité des chances entre les femmes et les hommes, en Lituanie. Dalia Leinarte rédige pour la Lituanie la mise en application du Programme d'Action défini lors la quatrième Conférence mondiale sur les femmes à Beijing en 1995. Elle participe à la rédaction des rapports de la Lituanie au CEDAW. 
En 2007-2009,  Dalia Leinarte est professeure invitée à l'université d'État de l'Idaho. 
En 2012,  Dalia Leinarte devient la première experte des pays de l'Europe de l'Est à être élue au CEDAW. Après avoir été vice-présidente pendant deux ans, elle est élue présidente du  CEDAW en 2017. 
Depuis 2014, elle est membre au Lucy Cavendish College de l'université de Cambridge. 
Depuis 2018, elle préside le groupe de travail relative à la traite des femmes et des filles dans le contexte des migrations mondiales au CEDAW. 

## Prix et récompenses
- Association pour l'avancement des études baltes (AABS), mention honorable pour son livre La famille lituanienne dans son contexte européen, 1800-1914 : mariage, divorce et communautés flexibles, 2018[7]
- L'égalité des sexes Top 100. Les personnes les plus influentes de la politique mondiale, 2018[1]
- Prix Women Inspiring Europe (Institut européen pour l'égalité entre les hommes et les femmes), 2012[4]
- Prix d'excellence scientifique du recteur de l'Université de Vilnius, 2010[8]
- Prix international de solidarité des femmes, Norvège, 1998 [8]

## Publications
- La famille lituanienne dans son contexte européen, 1800-1914: mariage, divorce et communautés flexibles . Londres: Palgrave Macmillan, 2017
- La cohabitation en Europe: une revanche de l'histoire? Introduction et eds. Dalia Leinarte et Jan Kok. New York: Routledge, 2017
- Dalia Leinarte, Kelly Hignett, Mélanie Ilic, Corina Snitar et Eszter Zsofia Toth. Expériences de répression des femmes en Union soviétique et en Europe de l'Est, Londres: Routledge, 2017
- Le passé soviétique dans le présent post-soviétique, Introduction et éd. Melanie Ilic, Dalia Leinarte. New York: Routledge, 2015
- Dalia Leinarte . Sur les émotions. La correspondance entre Algirdas Julius Greimas et Aleksandra Kasuba, 1988-1992, 2011
- Adopter et se souvenir de la réalité soviétique: histoires de femmes lituaniennes, 1945-1970 . Amsterdam, New York: Brill, 2010